# Žerotice
Žerotice (en allemand : Zerotitz) est une commune du district de Znojmo, dans la région de Moravie-du-Sud, en République tchèque. Sa population s'élevait à 361 habitants en 2020.

## Géographie
Žerotice se trouve à 12 km au nord-est de Znojmo, à 44 km au sud-ouest de Brno et à 179 km au sud-est de Prague.
La commune est limitée par Horní Dunajovice et Želetice au nord, par Vítonice à l'est, par Prosiměřice au sud-est, par Kyjovice et Tvořihráz au sud, et par Výrovice à l'ouest.

## Histoire
La première mention écrite de la localité date de 1190.